# Lijst van spelers van KS Besa Kavajë
Deze lijst omvat voetballers die bij de Albanese voetbalclub KS Besa Kavajë spelen of gespeeld hebben. De spelers zijn alfabetisch gerangschikt.

## A
- Patrice Abanda
- Renato Arapi

## B
- Edvan Bakaj
- Xhuljo Bizhdili

## C
- Ardit Catrri

## D
- Paulin Dhëmbi
- Mirel Duka

## E
- Francois Endene Elokan

## J
- Akil Jakupi
- Ahmed Januzi

## K
- Edmond Kapllani
- Elvis Kotorri
- Gëzim Krasniqi

## L
- Dimitrije Lazarevski
- Andi Lila

## M
- Meglid Mihani
- Bledar Mancaku

## O
- Alfred Osmani

## P
- Artion Poci

## S
- Ylli Shameti
- Ariel Shtini

## X
- Erjon Xhafa